# 克洛克辛
克洛克辛（德語：Klocksin）是德国梅克伦堡-前波美拉尼亚州的市镇，隶属于梅克伦堡湖区县。总面积为23.82平方千米，截至2023年12月31日总人口为328人。